# Doncaster (Royaume-Uni)
Pour les articles homonymes, voir Doncaster.
Doncaster est une ville britannique située dans le Yorkshire du Sud (Angleterre). Sa population est estimée à 109 850 habitants (borough : 306 400 habitants). Située à environ trente kilomètres de Sheffield, Doncaster est parfois appelé « Donny » par ses habitants et héberge le club de football de Doncaster Rovers FC.

## Géographie

### Démographie
Doncaster est la 128e plus grande ville du Royaume-Uni. Étant située dans une ancienne zone minière, la fermeture des mines de charbon dans les années 1970-1980 a entraîné des difficultés économiques que la ville a désormais palliées en s'appuyant sur une économie tertiaire ainsi que sur sa qualité de nœud routier.

## Histoire
Fondée par les Romains durant le Ier siècle de notre ère, Doncaster abritait un camp romain installé sur un coude de la rivière Don. La ville portait le nom de la rivière : Danum, auquel fut ajouté le castrum romain (signifiant « camp », « fort »), pour donner le nom de Doncaster.
Après l'avènement de Guillaume le Conquérant en 1066, la ville s'étendit sous l'égide des Normands, qui construisirent un château fort au sud-ouest de l'actuelle Doncaster, le château de Conisbrough. Au XIIe siècle, la ville fut ravagée par un terrible incendie, mais ne cessa pas son extension. La charte royale de 1248 autorisa la ville à se munir d'un marché, qui depuis plus de 700 ans se tient toujours au même endroit dans le centre-ville de Doncaster.
On remarque aujourd'hui que quelques rues du centre-ville ont le nom de Gate (French Gate, St Sepulchre Gate, Baxter Gate, West Laith Gate, East Laith Gate, Hall Gate) : c'étaient parfois les portes de l'enceinte de la ville médiévale, mais aussi dans quelques cas le mot vieux norrois pour « rue » (gate en norvégien, gata en suédois, gade en danois).
En 1848, le Great Northern Railway relie Londres à Doncaster, qui abrite à partir de 1853 les ateliers de la compagnie, ainsi qu'une gare ferroviaire sur l'actuelle East Coast Main Line, encore en usage.

## Transports
La ville est un nœud routier et autoroutier important du nord, située près de trois grandes autoroutes, la M1, la M62 et la M18, reliant ainsi le nord (Édimbourg) et le sud (Londres).
L'aéroport de Doncaster-Sheffield Robin Hood a été inauguré en avril 2005 et dessert plusieurs villes en Europe et aux États-Unis. Celui-ci est doté de l'une des pistes les plus grandes d'Angleterre puisqu'il appartenait à la RAF sous l'ancien nom de RAF Finningley (en). Il n'est plus utilisé comme aéroport militaire depuis 1993.
17 ans après son ouverture, le vol BY383 de TUI Airways en provenance d’Hurghada en Égypte, opéré en Boeing 737 Max 8, est le dernier vol régulier à emprunter la piste de l’aéroport le 4 novembre 2022 vers 21h14.

## Sports
Doncaster a une équipe de rugby league en Championship : Doncaster RLFC.

## Personnalités nées dans la ville
- Emma Chambers (1964-2018), actrice
- Jeremy Clarkson (né en 1960), présentateur de télévision et journaliste de l'automobile
- Neil Dudgeon (né en 1961), acteur
- John McLaughlin (né en 1942), musicien
- Diana Rigg (1938-2020), actrice
- Louis Tomlinson (né en 1991), auteur-compositeur-interprète et ancien membre des One Direction.
- Tan France (né en 1983), styliste et membre de Queer Eye (Netflix).
- Yungblud (né en 1997), auteur-compositeur-interprète.

## Jumelages
- Avion (France)
- Dandong (Chine)
- Doncaster (Australie)
- Gliwice (Pologne)
- Herten (Allemagne)
- Wilmington (États-Unis)